# エドワード・スノーデン
エドワード・ジョセフ・スノーデン（英語: Edward Joseph Snowden、ロシア語: Эдвард Джозеф Сноуден、1983年6月21日 - ）は、アメリカ国家安全保障局（NSA）および中央情報局（CIA）の元局員である。NSAで請負仕事をしていたアメリカ合衆国のコンサルタント会社「ブーズ・アレン・ハミルトン」のシステム分析官として、アメリカ合衆国連邦政府による情報収集活動に関わった。
2013年6月に、中華人民共和国香港特別行政区で複数の新聞社（ガーディアン、ワシントン・ポストおよびサウスチャイナ・モーニング・ポスト）の取材やインタビューを受け、それまで陰謀論やフィクションで語られてきたNSAによる国際的監視網（PRISM）の実在を告発したことで知られる。
2013年6月22日、米司法当局により香港政府に臨時逮捕と引き渡しの要請が出され、エクアドルなど第三国への亡命を検討しているとされていたが、同年8月1日にロシア移民局から期限付きの（＝更新が必要な）滞在許可証が発給されてロシアに滞在するようになった。その後、2022年9月26日に、ロシアのプーチン大統領が、スノーデンにロシア国籍を付与する大統領令に署名した。
2014年1月、ノルウェーのボード・ソールエル元環境大臣からノーベル平和賞候補に推薦された。

## 経歴

### 生い立ち
1983年6月21日、アメリカ合衆国ノースカロライナ州エリザベスシティで生まれ、ウィルミントン市で育てられた。父ロニー・スノーデンはペンシルバニア州籍でアメリカ沿岸警備隊に勤務し、母はボルチモア出身でメリーランド州の連邦裁判所職員を務めていた。国家公務員として公職に就く両親の元に育ち、後に自らもCIA職員として公職を務める事になる。16歳の時、両親の離婚により、母方の故郷であるメリーランド州のエリコット・シティに転居している。
病気療養を理由にボルチモアの高校を退校するが、General Educational Development（中等教育修了証）を取得し、メリーランド州のアン・アランデル・コミュニティカレッジ（単科大学）に入学してプログラミングなど計算機科学を専攻した。この時に学んだ知識が後の立場に繋がったとみられるが、卒業はしておらず途中で大学を中退したと見られている。
インターネット上ではテクノロジー・ウェブサイトであるArs Technicaに文章や写真及びゲームを投稿する常連投稿者として知られていた。また子供時代にはスポーツやテレビ鑑賞にはあまり関心を示さずギリシャ神話を読みふけり、大きな影響を受けたとも述べている。

### 米軍・NSA・CIAでの勤務
2003年、当時19歳であったスノーデンは大学を中退した後、自身が求職中であると前述の「Ars Technica」のウェブサイト上で記述している。対テロ戦争によってアメリカ軍が大幅な人員増加を進める中、2004年5月7日にスノーデンはアメリカ軍に志願制度で入隊した。
情報工学の知識を評価されて、特技兵（技術担当兵）の兵科に配属され、更にイラク戦争に派兵される予定の特殊部隊の新兵として配属されている。スノーデンは「自由の為の戦い」を望んで、イラク戦争への派遣を自ら志願するなど意欲のある軍人だったが、訓練中の事故で両足骨折の重傷を負って、同年9月28日に除隊した。
失意の中、治療を終えると国家安全保障局（NSA）からスカウトを受け、2005年にメリーランド大学言語研究センターの警備任務に配属された。ケース・アレクサンダーNSA長官はスノーデンとの契約は12か月間であったと説明している。また、これに前後して中央情報局（CIA）からも接触を受け、2006年にCIA職員として雇用されてコンピュータセキュリティに関連した任務に参加した。2007年にはスイスのジュネーヴでの情報収集に派遣され、同じくコンピュータセキュリティを担当した。
2009年2月にCIAを辞職し、同年NSAと契約を結んでいたDELLに勤務、スノーデンは日本の横田基地内のNSA関連施設で業務を行っていた。彼はかねてから接していた日本語に加え、中国語（普通話）や仏教などにも造詣を得た。そこで高官や軍将校を対象に中華人民共和国からのサイバー戦争に対する防衛技術を指導しており、東京でのブリーフィングの準備で研究調査した彼は、中華人民共和国が10億人を超える自国民の莫大な個人情報を集め、電話回線とインターネット通信による完全な監視システムを築いてることにひどく感銘を受けると同時に、アメリカにも合わせ鏡のように同じシステムが存在するのではないかという疑念が生じたことが転機になった。
2011年にスノーデンはDELLからの主任技術者としてCIAに出向しメリーランドへ戻った。1年ほどそこで過ごした後に、彼は2012年3月にDELLによって再び異動され、ハワイ州のNSA施設で主任技術者となった。2013年3月頃からは、同じくNSAと契約するコンサルティング会社、ブーズ・アレン・ハミルトン社に転職した。
NSAでの勤務については「快適」で、待遇面でも20万ドル以上の給与を与えられていたという。2011年時点でリヴァプール大学に籍を置いていたと報道された。ブーズ・アレン・ハミルトンを通じてNSAのハワイ州にある拠点「クニア地域シギント工作センター」に赴任し、同拠点のシステム管理者に就任した。後の情報源となる、個人情報に関する機密文書に常時接触できる立場にもあった。

### 政府への反感
スノーデンはCIA・NSA時代に見た、アメリカ合衆国政府の悪辣な行為に幻滅していたと語っている。一例として、スイス人の銀行員を酒に酔わせ、酒酔い運転で警察に捕まったところで取引を持ちかけ、スパイに利用するなどの行為を政府が実行していたと証言しており、こうした行為への反感が、機密資料を公開する決意を固めた動機としている。
またスノーデンは、政治的には個人の自由を最も重視するリバタリアンの派閥に属していて、自由を基本理念とするアメリカ合衆国憲法に忠実であろうとした。共和党のリバタリアン派を代表する、ロン・ポールの熱心な支持者であり、2008年アメリカ合衆国大統領選挙では共和党の予備戦に立候補したポールを支持した。一方で実際に共和党候補に選ばれた保守派のジョン・マケインも「すぐれたリーダー」と評価したり、大統領に選出された民主党のバラク・オバマについても「マケインと組めるならオバマを支持するかも知れない」と評していた。また自身は選挙で二大政党以外の第3党（third party）に投票している。
2009年、リベラルなオバマ政権が成立すると、銃規制、差別是正措置、医療保険制度改革など、政府が民間に介入する所謂「大きな政府」を目指す政策が推進された。こうした路線は「社会主義的」とアメリカ国内の保守派から攻撃されたが、リバタリアンのスノーデンにとっても、当然ながら相容れない物だった。しかし、ブッシュ政権によるアメリカ国内の警察国家化、軍国主義的な戦争推進はリバタリアンとして看過できない行為であった。これらが、民主党政権下で一掃される可能性の方を期待していたが、この期待もオバマ政権下でむしろ拡大の一途をたどるNSAの監視活動に関わるうちに、失望感に変わっていった。

## 情報収集の告発

### 背景
2012年3月から2013年3月にかけて、アメリカ合衆国の議会はNSA長官のケース・アレクサンダー将軍やジェームズ・クラッパー アメリカ合衆国国家情報長官に対して、NSAが情報収集対象としたアメリカ人の人数の公表を繰り返し求めていた。2013年3月、クラッパー長官はアメリカ人に対する一切の情報収集を否定した。

### スノーデンによる暴露
2012年12月1日、スノーデンはキンキナトゥスを名乗り、アメリカのジャーナリスト・グレン・グリーンウォルドに電子メールを送った。グリーンウォルドはNSA批判で名が知られる人物だった。盗聴を恐れるスノーデンは、グリーンウォルドが電子メールにGnuPGをインストールして使うなら情報提供すると持ちかけた。しかしグリーンウォルドは多忙を理由にGnuPGをインストールしなかったため、今度はVerax（ラテン語で「真実を述べる者」）と名乗り、ドキュメンタリー作家のローラ・ポイトラスに電子メールを送った。ポイトラスはグリーンウォルドにこの情報を伝え、グリーンウォルドはPGPその他のセキュリティソフトをインストールした上でスノーデンとの折衝を始めた（なお、この時点のグリーンウォルドは「キンキナトゥス」と「Verax」が同一人物であることに気づいていなかった）。
2013年5月、スノーデンはハワイのオフィスで、告発の根拠となった文書（スノーデン自身のインタビューに先立って各紙で報道されたもの）を複写した後、病気の治療のために3週間の休暇が必要だと上司に伝えた。
2013年5月20日、現金払いで購入したチケットで香港へ到着した。スノーデンは九龍尖沙咀のホテルにチェックインした。
2013年6月2日、グレン・グリーンウォルド、ローラ・ポイトラスが香港に到着した。
2013年6月3日、ユーウェン・マカスキルが香港に到着した。
2013年6月5日、『ガーディアン』で、米大手電話会社ベライゾンの全通話記録提供問題に関するグレン・グリーンウォルドの記事が公開され、これが最初の内部告発記事となった。
2013年6月6日、『ガーディアン』のインタビュー（グリーンウォルド、ポイトラス、ユーウェン・マカスキル）を受け、アメリカ合衆国や全世界に対するNSAの『PRISM』による盗聴の実態と手口などを内部告発した。スノーデンは持ち出した機密資料のコピーを分割して民間の報道機関に提供し、自身の身に危害が及んだ場合は自動的に取得している全情報が流出すると述べた。スノーデンが香港で暴露した機密情報は、NSAの情報収集に関するものであったが、提供された機密資料によって、下記のような多国間に渡る、シギントによる情報収集活動が明らかとなった。
2013年6月9日、スノーデンは自身が内部告発者であると公表し、内部告発に至った経緯を説明する動画を『ガーディアン』で公開した。

#### アメリカ合衆国を含む全世界でのインターネット・電話回線の傍受
スノーデンは、英紙ガーディアンにNSAの極秘ツールであるバウンドレス・インフォーマントの画面を示し、クラッパー国家情報長官が議会公聴会で否定した3月に合衆国内で30億件/月、全世界で970億件/月のインターネットと電話回線の傍受が行なわれていたことを明らかにした。電話傍受にはベライゾン・ワイヤレスなどの大手通信事業者が協力しており、NSAは加入者の通話情報を収集していた。インターネット傍受はクラッキングではなく、アプリケーションプログラミングインタフェースのような形のバックドアによるもので、コードネーム「PRISM（プリズム）」と名付けられた監視システムによって行なわれていた。標的になった情報は電子メールやチャット、電話、ビデオ、写真、ファイル転送、ビデオ会議、登録情報などだった。また、標的になった情報は通話者の氏名・住所・通話内容の録音のみならず、メタデータも収集しており、通話者双方の電話番号、端末の個体番号、通話に利用されたカード番号・通話時刻・所要時間、および基地局情報から割り出した通話者の位置情報も収集していた。通話履歴から人工知能の機械学習でテロ容疑者を割り出して逮捕もしくは無人攻撃機（ドローン）による殺害の標的（ディスポジション・マトリックス、キルリスト）に指定する「SKYNET」（スカイネット）の存在も暴露した。

#### IT企業の協力
通信傍受にはマイクロソフト、Yahoo!、Google、Facebook、PalTalk、YouTube、Skype、AOL、Appleなどが協力させられていたことは以前から指摘されていたが、スノーデンの持ち出した資料によってその一部が明らかとなった。マイクロソフトは、NSAが通信傍受しやすいようにMicrosoftチャットの通信暗号化を回避（バックドア）した。またストレージサービスのMicrosoft SkyDrive(現在のMicrosoft OneDrive)へのNSAの侵入を容易にするように配慮を行った。SkypeもNSAが容易に情報を取得できるように特別チームを編成して、その技術的問題を解決した。Facebookには2012年後半の6ヶ月間で、NSAから18000-19000個のユーザーアカウントについて情報提供依頼があったと報告した。
一方でリークされた資料に記載されていた企業の多くは、PRISMに関する一連の報道を受け「PRISMというものについて全く関知していない」「政府からの直接アクセスを可能にするシステムは存在しない」とコメントした。これらの資料とコメントの間の矛盾について、ワシントン・ポストは「NSAの資料作成者の不正確な説明によるものであり、資料にある『情報を直接送信』とは単に第三者のサーバーに送られたものではなくNSAに直接送られた通信を収集する意味である可能性がある」と指摘した。

#### NSAの海外に対するクラッキング
スノーデンによると、NSAは世界中で6万1000件以上のハッキングを行っており、そのうち数百回以上が中国大陸と香港の政治、ビジネス、学術界を目標として行われ、香港中文大学もターゲットの一つだったという。中国へのハッキングは2009年以降に活発化したとした。NSAはドイツなど外国の情報機関と共謀して情報収集することもあり、外国との共同作戦のための専門の委員会がNSAに設置されている。ドイツにはNSAによって盗聴や通信傍受の手技が伝授され、またプライバシー侵害を非難されないようにするための情報交換も行われていた。ドイツはそれらの活動により中東諸国の情報を得ていたとされた。

#### 同盟国に対する情報収集
ガーディアンは、スノーデンが持ち出した極秘文書により、NSAが38カ国の大使館に対しても盗聴を行っていたことをスクープした。対象となっている大使館は、日本やフランスやイタリア、ギリシャ、メキシコ、インド、韓国、トルコなどの同盟国も含められていた。ワシントンの欧州連合（EU）代表部への情報収集工作のケースでは、暗号機能付きのファクス内に盗聴機と特殊なアンテナが仕組まれ、約90人の職員のパソコン内のデータ全てをのぞき見る手法で実施されていた。フランスのオランド大統領は「同盟国に対するこのような行為は容認できない」とし、ドイツ政府報道官は「全く容認できない」とする苦言を呈した。これらの報道に対してオバマ大統領は、一般論として「諜報機関を持つ国ならどの国でもやっていることだ」として、同盟国の大使館に対する諜報活動への理解を求めた。また「日本が同盟国でなくなった場合は電力システムを停止させられるマルウェアを横田基地駐在時に仕込んだ」という内容が、オリバー・ストーン監督の映画『スノーデン』の中で語られている。

#### 英国による情報収集
イギリス・政府通信本部（GCHQ）はネット上の通信記録を『総取り』して無作為に抽出し、電話番号や住所、IPアドレス、フェイスブックIDなどから個人を特定し、関心のある情報を選別するという方法で情報収集していることが報じられた。またGCHQはG20会合（2009年4月の首脳会合と9月の財務相・中央銀行総裁会議）において以下のような情報収集を行っていたことが判明したという。G20を有利に運ぶために、当時のブラウン政権高官の承認の元で実施されたとした。
- 情報収集プログラムによる各国代表団メンバーのノート型パソコンを通じ送受信される電子メールの傍受。
- 代表団のスマートフォンに侵入して電子メールや通信履歴を入手。
- 通信傍受のために、偽のインターネットカフェの設置。
- GCHQが光ケーブル網の通信を傍受し、NSAと情報を共有している（テンポラ）。

その他、NSAがG20でロシアのメドベージェフ大統領（当時）の衛星通話の盗聴を試み、その内容をGCHQに報告していた。
2014年5月13日、スノーデンが持ち出した未公開の機密文書を収めた書籍が、世界24か国で同時刊行された。

## 主張
香港滞在中に、香港紙サウスチャイナ・モーニング・ポストの取材に応じ、以下のような主張を行った。
- アメリカを離れて香港に移動したのは隠れるためではなく、アメリカの犯罪を暴くためである[66]。
- 香港には退去の要請があるまで当分滞在する予定[66]。
- アメリカ政府は市民の同意を尊重せず密かに情報収集作戦を行っていたが[66]、この暴露によって今後は社会への説明責任と監督が求められることになるだろうとした[66]。
- オバマ元大統領は人権上問題のある政策を推進している[76]。

## 逃亡

### 指名手配
連邦捜査局（FBI）は情報漏洩罪など数十の容疑で捜査に乗り出した。スノーデンは、「表現の自由を信じる国に政治亡命を求めたい」として複数のメディアを通じてアイスランドへの政治亡命を求めたが、アイスランド政府は非公式な接触があったことを認めたものの、亡命を認めるかどうかについては言及を避けた。またアイスランドの入国管理当局は、スノーデンの要請は受け取っていない、とした。香港の滞在先ホテルを記者らに特定されたために、その後は弁護士の案内で個人宅に移動した。一部の中国メディアは人民解放軍駐マカオ部隊がスノーデンを香港からマカオに護送する際にスノーデンの暗殺を狙うCIAのエージェントと銃撃戦になったと報じるもマカオ保安庁は否定している。

### ロシアへの渡航
2013年、自身の誕生日に弁護士らとささやかなパーティーを行ったのち、6月23日にスノーデンは香港国際空港発モスクワ行きの飛行機に搭乗し、モスクワのシェレメーチエヴォ国際空港に移動した。アメリカはスノーデンのパスポートの失効手続きをしていたが、香港政府は手続きに不備（出国審査の際、スノーデンのミドルネームであるジョセフを焦ったアメリカ側が誤ってジェームスと香港側に伝えてしまい、この点から事実上の厄介払いとして出国させた）があるとして、スノーデンの香港出国を止めなかった。駐モスクワのエクアドル大使館でエクアドル政府に亡命申請をし、同国のリカルド・パティーニョ・アロカ外務大臣は亡命申請を受け取ったとTwitterで表明した。
アメリカ合衆国連邦政府は、スノーデンを拘束をしなかった中華人民共和国を非難するとともに、ロシア連邦に対してスノーデンの拘束を求めたが、ロシア連邦政府報道官は、この問題に介入するつもりはないとした。スノーデンは空港に到着したが、乗り換え区画に滞在し、ロシアの入国審査も受けず、ロシアに入国していない状態であった。スノーデンは弁護士を通じて、空港内にある露外務省の領事部窓口に、キューバ・ベネズエラ・中華人民共和国・スイスなど、18カ国の国々に対して亡命申請を行った。
ラブロフ露外相は、スノーデンのいる場所はロシアの司法権は及ばない区画であり、アメリカの拘束要求には法的に応じられないと説明した。またプーチン大統領は、スノーデンを仮に拘束した場合であっても、米露間には犯罪者引渡しに関する協定がないことからアメリカへの身柄引き渡しを拒否する姿勢を明らかにしたが、ロシア国外へはどこにでも行ける状態だとして、スノーデンを積極的にロシアに受け入れるつもりがない意図も表明していた。後ほど亡命受け入れには、アメリカにとって不利益な情報漏洩をしない確約が必要という声明を発表し、受け入れを示唆した。
しかし、スノーデンはこの条件を拒否し、自ら申請を撤回しロシア以外への亡命を模索していたが、7月12日空港内で人権団体とともに会見を開き「安全を確保できる唯一の手段はロシアに一時的に亡命者として留まることだ」「米国へ損害を与える活動は今後しない」と語り、改めてロシアへの亡命を希望した。
2013年8月1日、スノーデンは、ロシア連邦移民局から一年間の滞在許可証が発給され、5週間以上滞在していたシェレメーチエヴォ国際空港を離れ、ロシアに入国した。スノーデンは、ロシアの生活について「ロシア語を学び、古典文学を読みふける日々だ」と述べるとともに、「ロシアで一時難民認定を受けた事は、幸運だった。なぜなら、米国に帰っていたら、自分を待っていたのは、発言の権利の無い不正な裁判だったと思うからだ。ロシアは現代の国だ」とも述べて、充実した生活を送っていることを明かしている。
スノーデンの弁護士によると、ロシアでは普通の生活を送り、仕事をしたり様々な都市へ旅行しているという。2014年7月、弁護士によりロシア内の滞在期間延長が申請され、3年間の期限付き居住権を得た。2017年1月に、スノーデンに対するロシアの居住許可は、2020年まで延長されている。2019年9月にはフランスへの亡命も希望していることをインタビューで述べている。
2020年4月、スノーデンはロシアの滞在を3年間延長するため弁護士を通じて申請を行った。この時は国籍取得は考えていないと報道陣に答えた。同年11月、ロシア国籍の申請を決定。12月に誕生予定の実子と離れないための措置とした。2022年9月26日、ロシア連邦大統領のウラジーミル・プーチンはスノーデンにロシア国籍を与える大統領令に署名し、同日中に発表した。なお、同月現在、ロシアによるウクライナ侵攻の影響でロシア国内に部分動員令が発出されているが、スノーデンの弁護士は「ロシアでの軍務経験が無いことから、予備役として招集される可能性は無い」としている。同年12月2日にはロシア連邦政府がパスポートを発行したとタス通信が報じた。

### ウィキリークスの協力
2001年のアメリカ同時多発テロ事件以降、アメリカでは戦争や通信傍受のあり方を巡って、トレイルブレイザー事件のウィリアム・ビニーやトーマス・ドレーク、2010年にAH-64 アパッチがロイターの記者を含む十数人の民間人を射殺したビデオをウィキリークスに公開 したチェルシー・マニング（旧名 ブラッドリー・マニング）などの内部告発が相次いでいる。しかしアメリカ合衆国における内部告発者の処遇は厳しく、例えばマニングは公判が始まるまでに非常に長い間拘留され、独房で全裸で眠ることを強制されるなど酷い扱いを受けているという。在英エクアドル大使館に滞在しているウィキリークスのジュリアン・アサンジは、スノーデンの支援を行っていることを明らかにしている。支援は航空機や宿泊先、弁護士の手配、通信の確保など逃亡生活を直接サポートする内容となっている。

### Twitterにアカウント開設
2015年9月29日、スノーデン本人と認証されたアカウントが、僅か2日で118万人のフォロワーを獲得。Twitterは本人確認が出来たアカウントには名前の後ろに水色のチェックマークがあることで区別できる。自身がフォローするのはアメリカ国家安全保障局ただひとつである。
アカウントが開設された瞬間から世界中のツイッターユーザーが反応し、情報が世界に拡散される様子をGIF世界地図でTwitterの公式アカウントが公開した。

## 賞歴
2014年1月14日、アメリカのNPO「報道の自由財団」が取締役会の理事として迎える意向をホームページ上に発表した。翌2月からスノーデンは同理事に就任している。
2014年2月、グラスゴー大学の名誉総長に選出された。
2015年2月、エドワード・スノーデンの一連の暴露をドキュメンタリー化した映画『シチズンフォー スノーデンの暴露』がアカデミー賞の長編ドキュメンタリー映画賞を受賞。

## 各国の反応

### アメリカ
アメリカ連邦捜査局（FBI）のモラー長官は、NSAの情報収集について、何ら違法性はないとの認識を示し、スノーデンの逮捕に向けて全力で捜査していると表明した。2013年6月22日、アメリカ合衆国司法省は香港政府に逮捕を要請した。2013年7月に発表されたアメリカのキニピアック大学の世論調査ではスノーデンを内部告発者だと考える有権者が55％に上り、裏切り者だと考える有権者は34％に留まった。また、ワシントンポストとABCニュースが実施した世論調査によると、アメリカの30歳以上の大人の57％は「スノーデン氏の罪を問うべきだ」としているが、これは30代以下の若者では35%であり、56%の若者は、スノーデンがNSAの文書を公開したことについて「正しいことをした」と答えている。
オバマは各国駐米大使館への盗聴に対して、一般論として「諜報機関を持つ国ならどの国でもやっていることだ」として、同盟国の大使館に対する諜報活動を否定しなかったが、情報収集活動の見直しを指示したという。2013年10月にはクラッパー国家情報長官らがNSAによるドイツのメルケル首相ら35人の外国首脳に対する長年に亘る盗聴を認めた。一部はすでに中止されたが、一部は有益な情報をもたらしているとして継続されているという。また、盗聴の対象はNSAが独自に決定しており、オバマの承認は得ていなかったとしている。NSAは数多くの盗聴を行っているため、全ての活動について大統領に報告することは現実的ではないという。

### イギリス
米国との諜報協定（UKUSA協定）を結んでいるイギリス政府は、航空各社に対し、国内にスノーデンを移送しないよう警告した。

### フランス
フランスのオランド大統領は大使館の盗聴に対して「同盟国に対するこのような行為は容認できない」とした。

### ドイツ
ドイツ政府報道官は大使館の盗聴に対して「全く容認できない」とする苦言を呈し、アンゲラ・メルケル首相は、バラク・オバマ大統領に抗議した。2014年6月27日、ドイツ内務省はベライゾン・コミュニケーションズとの契約破棄を発表するとともに、高度な防諜対策を施した通信インフラストラクチャーが必要であるとの認識を表明した。
また同年7月には、本件に関するドイツ連邦議会の対応状況をアメリカ合衆国に売っていた連邦情報局とドイツ連邦軍の職員がスパイ容疑で逮捕され、駐ドイツ連邦アメリカ合衆国大使館の情報部門責任者が、ドイツ連邦からペルソナ・ノン・グラータを受けている。

### ロシア
ロシアのペスコフ大統領報道官は、スノーデンが亡命を申請した場合、ロシア政府は受け入れを考慮すると述べた。
2013年12月、年末恒例のマラソン記者会見でプーチン大統領は、「スノーデン氏はノーブル」と述べるとともに、ロシアの情報機関は彼とのいかなる接触もしていないと述べた。

### 中華人民共和国・香港
梁振英・香港行政長官は、スノーデンの引渡しを米当局が要請する場合には、香港の法律制度に基づいて対処する考えを明らかにした。
香港の民主派・親中派など各議員、地元市民や香港在住の欧米人の一部は、在香港米総領事館前でスノーデンへの支援を訴えたデモを行い、米政府による監視活動はプライバシーや人権の侵害だとして中止を求めた。また、米政府が犯罪人引き渡し協定に基づいてスノーデンの身柄引き渡しを求めても、香港政府はそれに応じずスノーデンを保護すべきだとして、香港政府庁舎前で訴えた。
香港紙、明報は、2013年6月18日に電話での世論調査を発表した。500人のアンケートの結果、米側への引き渡しを支持する人は20%だったとし、54%の香港市民が身柄引き渡しに反対しているとされた。
2016年8月に中国は世界初の量子通信衛星「墨子号」を打ち上げて盗聴不可能な通信システムの構築を始め、これはスノーデンによる暴露が影響を与えたともされる。

### 日本
菅義偉内閣官房長官は「米国内の問題なので、米国内で処理されることだ」「日米間の外交においては、しっかりと秘密は守られるべきだ」とのみ述べた。
2015年（平成27年）7月31日には、内部告発サイト「ウィキリークス」がNSA（アメリカ国家安全保障局）が少なくとも2006年ごろから日本の内閣・日本銀行・財務省などの幹部の盗聴を試みていたとして、アメリカ合衆国連邦政府の関連文書を公開されているが、菅義偉内閣官房長官 と安倍晋三内閣総理大臣 は「事実であれば極めて遺憾」と述べるのみで、抗議には至らなかった。

## 映画
『Verax』
2013年の短編映画。香港のアマチュア映画製作会社が製作したもので、2013年6月にYouTubeに投稿された。
『シチズンフォー スノーデンの暴露』
2014年のドキュメンタリー映画。全米で2014年10月24日に、日本では2016年6月11日劇場公開された。
『スノーデン』
2016年のオリバー・ストーン監督作品。スノーデンの半生と機密暴露までを描く。全米で2016年9月16日に公開され、日本では2017年1月27日に公開された。

## 著書
- エドワード・スノーデン、青木理、井桁大介、金昌浩、ベン・ワイズナー、マリコ・ヒロセ、宮下紘『スノーデン日本への警告』集英社、2017年4月。ISBN 978-4-08-720876-4。
- エドワード・スノーデン 著、軍司泰史 訳『スノーデンが語る「共謀罪」後の日本』岩波書店、2017年12月。ISBN 978-4-00-270976-5。
- エドワード・スノーデン、国谷裕子、ジョセフ・ケナタッチ、スティーブン・シャピロ、井桁大介、出口かおり『スノーデン監視大国日本を語る』岩波書店、2018年8月。ISBN 978-4-08-721045-3。
- エドワード・スノーデン 著、山形浩生 訳『スノーデン 独白』河出書房新社、2019年11月。ISBN 978-4-309-22786-3。